# Pyrrhalta medvedevi
Pyrrhalta medvedevi es una especie de insecto coleóptero de la familia Chrysomelidae.
Fue descrita científicamente en 2002 por Sprecher-Uebersax & Zoia.